# Eurytetranychus neobuxi
Eurytetranychus neobuxi är en spindeldjursart som beskrevs av Meyer 1974. Eurytetranychus neobuxi ingår i släktet Eurytetranychus och familjen Tetranychidae. Inga underarter finns listade i Catalogue of Life.